# Aboubakar Keita
Aboubakar Keita, né le 5 novembre 1997 à Abidjan en Côte d'Ivoire, est un footballeur ivoirien. Il évolue au poste de milieu défensif à l’AIK Fotboll.

## Biographie

### En club

#### FC Copenhague
Lors de la saison 2015-2016, il participe avec le club du FC Copenhague à la phase de groupe de la Ligue des champions. Il dispute à cet effet une rencontre face au Club Bruges KV (victoire 0-2). Il participe ensuite aux seizièmes de finale de la Ligue Europa, avec un match joué face aux Bulgares du Ludogorets Razgrad.

#### Sporting de Charleroi
Le 12 juin 2021, Aboubakar Keita est prêté une saison avec option d'achat au Sporting de Charleroi.

### En équipe nationale
Avec les moins de 17 ans, il dispute la Coupe du monde de football des moins de 17 ans en 2013. Lors du mondial junior organisé aux Émirats arabes unis, il officie comme titulaire et joue cinq matchs. Il se met en évidence lors de la phase de poule, en inscrivant un but face à l'Uruguay. La Côte d'Ivoire s'incline en quart de finale face à l'Argentine.
Avec les moins de 20 ans, il participe à la Coupe d'Afrique des nations des moins de 20 ans en 2015. Lors de ce tournoi qui se déroule au Sénégal, il joue trois matchs. Il se met en évidence en délivrant une passe décisive face au pays organisateur. Avec un bilan de trois nuls, la Côte d'Ivoire ne parvient pas à dépasser le premier tour.
Avec les moins de 23 ans, il participe à la Coupe d'Afrique des nations des moins de 23 ans en 2019. Lors de cette compétition organisée en Égypte, il officie comme titulaire et joue cinq matchs. La Côte d'Ivoire s'incline en finale face au pays organisateur.

## Palmarès
| FC Copenhague - Championnat du Danemark (2) : - Champion : 2015-16 et 2016-17. |  | Côte d'Ivoire olympique - Coupe d'Afrique des nations - 23 ans : - Finaliste : 2019. |